# Remember That Night?
Remember That Night? is een nummer van de Amerikaanse zangeres Sara Kays uit 2021. Het is de eerste single van haar debuut-EP Struck by Lightning.
"Remember That Night?" won aan extra populariteit door TikTok. Het nummer flopte in Kays' thuisland de Verenigde Staten, maar werd wel een bescheiden hit in Nederland en België. In de Nederlandse Top 40 bereikte het de 33e positie, en in de Vlaamse Ultratop 50 kwam het tot de 27e positie. Buiten het Nederlandse taalgebied bereikte de plaat geen hitlijsten.